# 黄巧力
黄巧力（1971年6月28日—）著名马来西亚导演、监制。

## 生平
黄巧力导演是《家在马来西亚》、《扎根》、《我来自新村》、《我来自华小》、《老字号》等系列作品的总导演与监制，也是椰楼映画国际影视制作公司的创办人。他於1996年从马来亚大学毕业后，即进入影视制作圈。
2006年10月，他创立椰楼映画国际影视制作公司，首部创业作品是为Astro AEC摄制，纪念马来西亚建国50周年的大型文化专题纪录片《扎根》系列。他凭《扎根》系列赢得了2007年马来西亚第6届奥斯卡最佳纪录片导演奖。此外，由他担任监制与总导演的《家在马来西亚－沙巴与砂拉越华人故事》也荣获2010年安卡沙广播影视大奖（Anugerah Seri Angkasa）最佳纪录片奖。
黄巧力导演在受到马来西亚国人肯定的同时，也得到了国际的认同。2005年，黄巧力导演荣获香港凤凰卫视选为欢庆十周年台庆的亚洲五位纪录片导演之一；此外，他也是2002年Astro华丽台/NTV7脍炙人口的250集电视长篇连续剧《己子当归》的导演之一，清谈节目《听君一席话》系列监制，以及文化记录片《家在马来西亚》系列原创人兼第一&二季的导演。
其导演作品《犀牛的性困惑》荣获第九届上海国际电视节最佳纪录片大奖提名；《拯救迷失的象群》入围第16届大馬電影節最佳紀錄片；《家在马来西亚I》入围2006年马来西亚奥斯卡“传媒大奖”最佳纪录片；其词曲创作作品--《己子当归》电视剧主题曲(由著名歌手黄品冠主唱)荣获2005大马娱协奖最佳方言创作歌曲奖。2006年，中国中央电视台与马来西亚首次联合摄制的两部电视连续剧《双城变奏》及《热浪岛》邀请黄巧力导演担任监制一职。
黄巧力导演诞生于马来西亚彭亨州劳勿县（Raub）武吉公满新村（Bukit Koman）。热爱背包旅行与音乐词曲创作，钟情于电影，文学和艺术。中三开始填词作曲，创立“汽水盖”创作小组，词曲作品超过200首，包括“如果全世界都有鸟儿飞”、“山上”、“困兽”、“哭泣的摇滚”等。曾在大学先修班结束后的长假期间进入马来西亚新通报担任社会新闻组记者。1992年他进入马来亚大学修读电影，副修中文系，並创立“摇篮手”创作歌曲工作坊，四年后以一等荣誉学士文凭毕业。黄巧力导演1996年进入影视圈，1997年进入大马电视制作界龙头Double Vision有限公司工作, 历任制作人、导演、监制等职，擅长人文与生态纪录片，剧情片，公益广告、文化旅游节目及谈话类等节目制作。磨剑十年以后，2006年10月，他创立了椰楼映画国际影视制作公司，立志要为这片土地叙述更多独一无二的故事。

## 执导与监制作品
- 1999年 《Momentum》
- 2000年 《Momentum II》
- 2001年 《文明的足迹》Jejak Warisan
- 2002年 《己子当归》Homecoming I & II
- 2004年 《听君一席话》3 in a Company
- 2005年 《家在马来西亚I》Malaysia My Home
- 2006年 《家在马来西亚II》Malaysia My Home 2
- 2006年 《双城变奏》Rhythm of Vibration
- 2006年 《热浪岛》Sea Providence
- 2007年 《扎根》My Roots
- 2007年 《风云人物》Malaysian Movers
- 2008年 《活在我乡》My Malaysia
- 2008年 《前进吧·马来西亚》Dynamic Malaysia
- 2008年 《身在马来西亚》Living in Malaysia
- 2009年 《生耕致富》Earnest Cultivation Yields Fruitful Harvests
- 2009年 《我来自新村》My New Village Stories
- 2009年 《家在马来西亚-沙巴与砂拉越华人故事》Malaysia My Home - Story of Sabah & Sarawak
- 2010年 《父母心》Parents' Stories
- 2010年 《我来自华小》Stories of SJKC
- 2010年 《我来自新村2》My New Village Stories 2
- 2011年 《老字号》Made in Malaysia
- 2011年 《父母心2》Parents' Stories 2
- 2011年 《我来自华小2》Stories of SJKC 2
- 2011年 《家在马来西亚-沙巴与砂拉越华人故事2》Malaysia My Home - Story of Sabah & Sarawak 2
- 2012年 《团年快乐 勿忘传统 （页面存档备份，存于）》余仁生2012新春公益广告Eu Yan Sang Chinese New Year TVC 2012
- 2012年 《老行业》The Traditional Trades
- 2012年 《话说籍贯》Behind The Dialect Groups
- 2012年 《老街故事》Old Street Of Malaysia
- 2013年 《珍惜 （页面存档备份，存于）》余仁生2013新春公益广告Eu Yan Sang Chinese New Year TVC 2013
- 2013年 《生命的战士》Strong Life
- 2013年 《家在马来西亚5-西马城镇华人故事》Malaysia My Home 5 - Story of West Malaysia
- 2013年 《我来自新村3》My New Village Stories 3
- 2013年 《马来西亚百年华教》A Century of Chinese Education
- 2013年 《百年》Century Tales
- 2013年 《我来自华小3》Stories of SJKC 3
- 2014年 《爱 需要用心沟通 （页面存档备份，存于）》余仁生2014新春公益广告 Eu Yan Sang Chinese New Year TVC 2014
- 2014年 《大地》Our Land
- 2014年 《师傅》The Master
- 2014年 《我们》Between Us
- 2015年 《别让年菜和方言，遗失在时空里 （页面存档备份，存于）》余仁生2015新春公益广告 Eu Yan Sang Chinese New Year TVC 2015
- 2015年 《老师，您好》Good Morning Teacher
- 2015年 《大地2》Our Land2
- 2015年 《三年零八个月》Memoirs of World War II
- 2015年 《接班人》The Successor
- 2016年 《光辉岁月》The Moments
- 2016年 《白头偕老》"A Love of Many Colors"
- 2016年 《老字号2》Made in Malaysia 2
- 2016年 《铁道·人生》Malaysia Railway Memories
- 2016年 《活着》To Live
- 2016年 《母亲河》Malaysia River Towns
- 2017年 《谁的传统》Whose Tradition
- 2017年 《别叫我马劳》Work Abroad
- 2017年 《一甲子》Sixty

## 奖项
- 2007 《扎根》荣获第6届马来西亚奥斯卡(Anugerah Oskar 2007)最佳纪录片导演奖
- 2011 《家在马来西亚－沙巴与砂拉越华人故事》荣获安卡沙广播影视大奖(Anugerah Seri Angkasa 2010)最佳纪录片奖